# Försåtminering

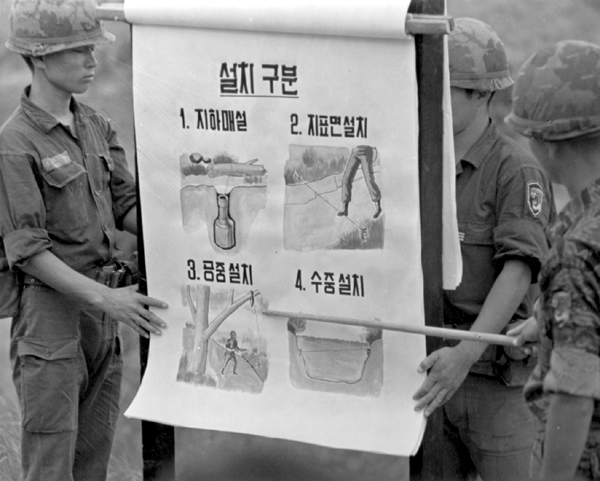
Soldater i Sydkoreas väpnade styrkor visar vietnamesiska bybor de typer av försåtminering som används av FNL under Vietnamkriget.

Försåtminering (försåt + minering) hänvisar till utsättning av lönnfällor ämnade att orsaka skada, främst på militär trupp,[källa behövs] med hjälp av sprängladdningar fästa vid objekt som man normalt sett skulle tolka som harmlösa.
Det finns många exempel på vad som använts för försåtmineringar: det kan vara en fotboll, ett vapen, en gren, en låda, en dörr eller en snögubbe. Försåtminering av en dörr utförs ofta så att man utan risk kan öppna med nyckel eller motsvarande, medan den som öppnar med våld utlöser en sprängladdning. En annan variant är att sätta en ägghandgranat utan sprint i ett glas så grepen hålls vid av glasets väggar, vilken sedan balanseras likt en vattenfylld hink ovan en dörr, där tanken är att glaset faller till marken vid dörröppning och krossas så grepen släpps fri och utlöser granaten.
Försåtminering kan även användas som röjningsskydd, då som till synes harmlöst objekt intill en mina eller motsvarande. Röjningsskydd används för att försvåra/förhindra röjning av redan i sig farliga objekt. En vanlig metod är att lägga en truppmina under en stridsvagnsmina som utlöses vid rubbning eller lyft av stridsvagnsminan, vilket i sin tur kan utlösa stridsvagnsminan och tillintetgöra den röjande.

## Liknande arrangemang
- Punji (spettgrop)